# جون مارتن (سياسي أمريكي)
جون مارتن (بالإنجليزية: John Martin)‏ هو سياسي أمريكي، ولد في 1731 في رود آيلاند في الولايات المتحدة، وتوفي في 1786. انتخب حاكم جورجيا ‏ وانتخب عضو مجلس نواب جورجيا.